# موز (اسطوره)
مُوْساها (به یونانی: Μοῦσαι) نُه پری از نیمه خدایان اساطیری یونان هستند که وظیفۀ الهام بخشیدن ذوق و قریحهٔ شاعرانه را به شاعران و هنرمندان روی زمین دارند. آن‌ها خدمتکاران درگاه آپولون هستند و برای وی آواز می‌خوانند. مقام آن‌ها از خدایان افسانه‌ای یونان پایین‌تر است. آن‌ها فرزندان دو خدای یونان زئوس و نیموزینه هستند.
این نه پری هر کدام وظیفۀ خاص خود را دارند و دارای ظاهری بسیار زیبا هستند. زادگاه آن‌ها قله‌های کوه هلیکون است و بیشتر اوقات خود را در دشت‌ها و چشمه‌سارهای این کوه می‌گذرانند. موزها صدایی بسیار زیبا دارند و در کنار چشمه‌ها آواز می‌خوانند و به رقص و پای کوبی می‌پردازند. این پریان لباس‌های بلند و پرچین می‌پوشیدند. یکی از کوه‌هایی که این پریان همیشه به آنجا می‌رفتند. کوه پارناس مقر آپولون بود که بعداً مکتبی به نام مکتب پارناس در یونان الهام گرفته از نام این کوه شکل گرفت.

## والدین موزها
آن‌ها دختران زئوس و نیموزینه یا (منموزینه) به معنی حافظه بودند. درفارسی امروز و معاصر ما نمی‌توانیم معادل مناسبی برای نام این پریان بکار ببریم. آن‌ها وظیفۀ الهام بخشیدن به شاعر و هنرمند را دارند؛ اما خود "الهام" نیستند و وظیفۀ القاکنندۀ این طبع و حس را دارا هستند؛ موزها مقام و مرتبه‌ای پایین‌تر از دیگر خدایان دارند؛ آن‌ها با پریان و نیمه خدایان هم ردیف هستند. شاید بتوان آن‌ها را با عنوان " روح هنر "نامید. در ادبیات مغرب زمین اعتقاد بر این باور دارند که برای هر شاخه‌ای از استعدادها که در آن هنری دیده می‌شود موز مخصوصی وجود دارد و تا آن به سراغ هنرمند و شاعر نیاید وی نمی‌تواند اثر شگرف و عالی بیافریند. همه این پریان دختران جوان و بسیار زیبایی هستند و تاکنون نقاشان بزرگ بغیر از زهره، الهه عشق هیچ‌یک از زنان آسمانی را به این زیبایی مجسم نکرده‌اند.
هزیود می‌گوید: 
| « | آن‌ها همه یک اندیشه در سر دارند و قلب‌هایشان با شنیدن آواز می‌تپد، روحشان از هر نگرانی و اندوهی عاری و تهی است؛ هرکس موزها را دوست دارد خوشبخت می‌شود. هر آدمی هر قدر هم نگران و اندوهگین باشد چون صدای آواز خدمتکاران موزها را بشنود افکار سیاه و اندوه را از سر به در می‌کند و درد را از یاد می‌برد. این والاترین و ارجمندترین هدیه موزها به آدمیان است. | » |

## معشوقه آپولون
موزها در افسانه خدایان یونان، معشوقه‌های رکاب آپولون بودند. آپولون خداوندگار هنر و صاحب اختیار موزها بود و از این رو به آن «آپولون موزاگت» نیز می‌گویند. موزها را پریان نه‌گانه شعر و هنر می‌دانند. موزها ابتدا پریان مخصوص به جنگل‌ها، چشمه‌ها و رودخانه‌ها بودند؛ و بعدها به الهۀ خاطرات و سپس به الهۀ الهام، القای طبع، شوق هنر و شعر تبدیل شدند. این پریان به میل خود وقت و بی وقت به کنار هنرمندان و شاعران روی زمین می‌رفتند و در کنار آن‌ها می‌نشستند و ناگهان در وجود شاعر یا هنرمند ذوق و قریحهٔ یک محصول عالی و بدیع و هنری را می‌آفریدند.

## تقسیم‌بندی موزها

### کلیو
کلیو (به انگلیسی: clio) موز مخصوص تاریخ است. او الهۀ تاریخ و تاریخ‌نویسی است. از ویژگی‌های ظاهری مجسمه این الهه شیپوری در دست اوست که به افتخار قهرمانان تاریخی دمیده می‌شود. این الهه بر جریان تحقیقات و مطالعات مورخین نظارت دارد.

### اوترپ
اوترپ(به انگلیسی: Euterpe):الهه موسیقی است و بر نواختن موسیقی و فلوت نظارت دارد و خود پسری است که نی می‌زند.

### تالی
تالی(به انگلیسی: thalie): پری هنر کمدی و طنز است و بر نویسندگان متن‌های طنز، جالب و هنرپیشه‌های کمدی نظارت دارد. از ویژگی‌های ظاهری او همیشه عصایی است که بر دست دارد و نقابی مضحک که به صورت خود زده‌است و در سر در تئاترهای مفرح و طنز دیده می‌شود.

### ملپومن
ملپومن (به انگلیسی: melpomene) پری و الهۀ تراژدی و داستان‌های غمگین است و او همیشه نقاب تراژدی بر چهره دارد و با چوبدستی سنگین در دست که در اصل متعلق به هرکول بوده‌است.

### ترپسیکور
ترپسیکور(به انگلیسی: terpsichore): در بین پری‌های نه‌گانه زیباترین پری‌ها پریانِ ترپسیکور است. ترپسیکورها الهه‌های شعر؛ غزل و رقص هستند؛ او همیشه چنگی در دست دارد و آماده نواختن است. تصویر وی غالباً زینت بخش کتاب‌های شعر، کتابخانه‌ها و آموزشگاه‌های رقص کلاسیک و رقص باله است. چنگ او خود به صورت سمبل، مظهر شعر و هنر درآمده‌است.

### اراتو
اراتو (به انگلیسی: erato): این پری هم ناظر بر شعر است اما وی فقط موز اشعار هوس‌انگیز است؛ و به شعرهایی که از زن، شراب، مستی و هوس بازی باشد، نظارت دارد. کلمه Erotique که در زبان لاتین بر این نوع متن‌ها گفته می‌شود برگرفته از نام همین پری است.

### پولیمنی
پولیمنی (به انگلیسی: polymnie) : خدای ژست، حالت ایستادن و حرکات تئاتری است. گاهی بر سرودن سرودهای قهرمانی نظارت می‌کند. او همیشه خاموش است و کلامی نمی‌گوید و به فکر فرورفته و انگشتی بر لب دارد.

### اورانی
اورانی (به انگلیسی: uranie): او پری اخترشناسی و منجمان است. کره زمین را در دست گرفته و پرگاری بر انگشتش دارد.

### کالیوپه
کالیوپه (به انگلیسی: calliope): کالیوپ بین موزها از همه مشهورتر و برجسته‌تر است و جایگاه ویژه‌ای دارد. او پری فصاحت ، بلاغت و نیز اشعار حماسی و قهرمانی است؛ وی همیشه لوح و قلمی در کنار خویش دارد.
| نام یونانی             | معنی                   | تصویر | الهه‌ی...                       |
| ---------------------- | ---------------------- | ----- | ------------------------------ |
| کالیوپه                | سخنوری                 |       | موز مهتر و الهه شعر حماسی      |
| کلیو                   | با شکوه، خیلی خوب      |       | تاریخ                          |
| اراتو (Erato)          | عاشق، شیفته            |       | چنگ‌نوازی، شعر عاشقانه و شهوانی |
| ائوترپه (Euterpe)      | کامیابی و لذت          |       | فلوت‌نوازی                      |
| ملپومن (Melpomene)     | سرود خوان، مناجات‌کننده |       | تراژدی                         |
| پلی‌هیمنیا (Polyhymnia) | خواننده سرود مذهبی     |       | آهنگ و نغمه روحانی             |
| ترپسیکور (Terpsichore) | شوق رقص                |       | رقص و آواز                     |
| تالیا (Thalia)         | باطراوت و شاداب‌کننده   |       | اشعار روستایی و خنده‌دار        |
| اورانیا (Urania)       | آسمانی                 |       | طالع‌بینی و ستاره‌شناسی          |

## سرزمین موزها
در تمامی شهرهای یونان معبد و پرستشگاه وجود داشته‌است اما محل اصلی پرستگاه موزها دامنه شرقی کوه المپ بوده این خدایان نه‌گانه در یونان مقامی بلند و ارجمند داشتند زیرا یونان سرزمین ذوق و شعر و هنر بوده‌است و برای هنر اهمیت بسیار قائل بودند. در معبد، دلف برای موزها معبدی جداگانه در کنار معبد بزرگ آپولون ساخته بودند. این پریان در اصل موزهای چشمه‌سارها بودند و در کنار هر چشمه پرستشگاهی برای آن‌ها به وجود آورده بودند؛ و از جمله هدایایی که مردمان یونان برای آن‌ها فراهم می‌کردند، شیر و عسل بود.

## ویژگی ظاهری موزها
از جمله ویژگی ظاهری این پریان می‌توان به جامه‌ای بلند با دامنی پر چین و کمربندی منقش، به روی آن اشاره کرد. آن‌ها زنان زیبا و جوان مجسم می‌شدند. برحسب نقش و وظیفه‌شان برخی خندان و برخی متفکر و جدی بودند.

## تولد موزها
دربارهٔ پیدایش این نیمه خدایان چندین داستان مختلف گفته‌اند؛ ولی آن داستانی که از بقیه مشهورتر است این بود که هر نه پری حاصل عشق میان خدایان و الهه خاطر 'منموزین menemosyne بودند. با اینکه این پریان غالباً به المپ زادگاه خدایان می‌رفتند. محل سکونت و زادگاه اصلی آن‌ها المپ نبود بلکه آن‌ها در بالای کوه هلیکون در ناحیه بئوسی که دامنه‌هایی پوشیده از گیاهان معطر دشت‌های پر درخت و گل و چشمه‌هایی که از دل کوه می‌جوشیدند بود.

## چشمه‌های کوه هلیکون
این چشمه‌های آبی بسیار گوارا داشتند و هر کس از آب این چشمه‌ها می‌نوشید ذوق و قریحۀ شاعرانه پیدا می‌کرد. این پریان در کنار این چشمه‌ها می‌نشستند و با صدای روح پرور خود آواز می‌خواندند و می‌رقصیدند. گاهی هم بر روی آب‌های آیینه مانند و لاجوردی هیپوکرن خم می‌شدند و چهره‌های خود را در آن می‌نگریستند و محسور زیبایی خود می‌شدند. شب که فرا می‌رسید قله هلیکون را ترک می‌کردند و لباسی از جنس بخار لطیف به تن می‌کردند و به زمین فرود می‌آمدند و به کنار هنرمندان و شاعران دنیا می‌رفتند تا برای آن‌ها ذوق و انگیزه‌ای را به ارمغان ببرند.

## پارناس
کوهی که آپولون در آن سکونت داشت پارناس نام داشت و این کوه در هنر و ادب مغرب زمین اهمیتی بسیار دارد. این پریان گاهی به این کوه می‌رفتند و در کنار آپولون مظهر کانون ذوق و هنر را پدید می‌آوردند. از همین رو نقاشان بزرگ رنسانس تابلوهای بدیعی در تجسم آن ساختند و بزرگترین شعرا و نویسندگان در وصف پارناس سخن گفتند. در نیمه دوم قرن نوزدهم لوکنت دولیل مکتب پارناس را در فرانسه به وجود آورد؛ که اعضای آن جمعی از شاعران بودند. به‌طور کلی نام پارناس در ادب و هنر مغرب زمین مترادف با مجمع ارباب ذوق و هنر است. غالباً آفرودیت یا ونوس الهۀ عشق و زیبایی را جزء اعضای ثابت مجمع پارناس می‌دانند. بزرگترین هنر این پریان نه‌گانه خوانندگی و آواز خواندنشان بود. زیرا همه آن‌ها صدایی روح‌پرور و سحر‌آمیز داشتند. این پریان نیز مانند همه رب‌النوع‌ها به هنر خودشان بسیار مغرور بودند و هرکسی که ادعای برابری با آن‌ها را داشت را به سختی تنبیه می‌کردند. به‌طور مثال یکی از هنرمندان تراکیه به نام تامیریس گفته بود هنر خواندن او از موزها بهتر است و زیباتر از آن‌ها چنگ می‌نوازد و موزها او را به مجازات کور و لال کردند.